# Кларк (округ, Миссури)
Округ Кларк (англ. Clark County) — округ штата Миссури, США. Население округа на 2009 год составляло 7127 человек. Административный центр округа — город Кахока.

## История
Округ Кларк основан в 1836 году.

## География
Округ занимает площадь 1 313,1 км2. В окружном центре Кахока средняя температура июля составляет 24,8 °С со средним максимумом 31 °С, средняя температура января — −5,3 °С со средним минимумом −10,6 °С.

## Демография
Согласно оценке Бюро переписи населения США, в округе Кларк в 2009 году проживало 7127 человек. Плотность населения составляла 5.4 человек на квадратный километр.